# Espejismo de la Mayoría

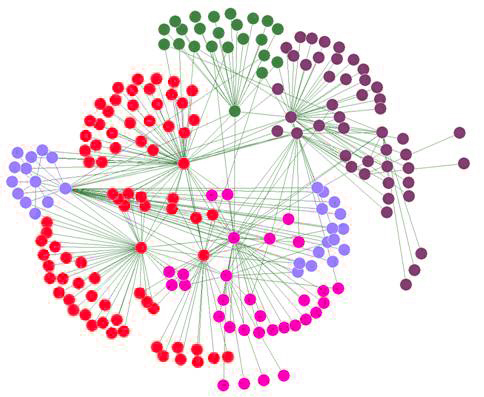
Diagrama de una red social

El espejismo de la mayoría es un sesgo cognitivo y social que ocurre cuando las personas sobreestiman la prevalencia de una creencia, opinión o comportamiento dentro de un grupo porque los individuos más visibles o vocales lo exhiben con mayor frecuencia. Este fenómeno es especialmente común en redes sociales y entornos altamente interconectados, donde las interacciones están sesgadas hacia ciertos nodos o personas influyentes.
En términos matemáticos y de teoría de redes, el espejismo de la mayoría puede explicarse por la estructura desigual de las conexiones en una red. Un individuo puede estar conectado a un número desproporcionadamente alto de personas que comparten una característica en común, llevándolo a pensar que esa característica es más común de lo que realmente es en toda la población.
Por ejemplo, un usuario en redes sociales puede observar que la mayoría de las publicaciones en su feed comparten cierta opinión política o consumen un producto específico, generando la falsa impresión de que esa opinión o producto domina en la población general. Sin embargo, esta percepción no representa la realidad, sino la sobreexposición a un subconjunto específico de contactos.
Este concepto tiene implicaciones en campos como la sociología, la psicología y el marketing, ya que puede influir en la formación de opiniones, la toma de decisiones y la propagación de ideas en la sociedad.

## Historia
Fue propuesto por primera vez por Kristina Lerman, científica principal de información y matemática en la Universidad del Sur de California.